# Sala Comacina
Sala Comacina är en ort och kommun i provinsen Como i regionen Lombardiet i Italien. Kommunen hade 507 invånare (2018).